# Ostrów-Kolonia (Kraśnik)
Pour les articles homonymes, voir Ostrów-Kolonia.
Ostrów-Kolonia (prononciation : [ˈɔstruf kɔˈlɔɲa]) est un village polonais de la gmina de Wilkołaz dans le powiat de Kraśnik de la voïvodie de Lublin dans l'est de la Pologne.
Il se situe à environ 9 kilomètres au nord-est de Kraśnik (siège du powiat) et 37 kilomètres au sud-ouest de Lublin (capitale de la voïvodie).
Le village comptait approximativement une population de 420 habitants en 2006.

## Histoire
De 1975 à 1998, le village est attaché administrativement à l'ancienne Voïvodie de Lublin.

Depuis 1999, il fait partie de la nouvelle voïvodie de Lublin.